# Projekt Warszawiak (album)
Projekt Warszawiak – debiutancki album grupy Projekt Warszawiak, wydany w formie digipacku w 2011 roku. Projekt nominowano do Fryderyków 2012 w kategorii Fonograficzny Debiut Roku. Płytę zapowiadała piosenka „Nie masz cwaniaka nad warszawiaka” - wideoklip do tego utworu zanotował rekordową liczbę odtworzeń w internecie (ponad 4 miliony w serwisie YouTube). Album zadebiutował na 32. miejscu listy sprzedaży płyt w Polsce - OLiS.
O inspiracji do powstania płyty można przeczytać na stronie oficjalnej projektu:

Warszawa. Miasto ze złamanym kręgosłupem, zniszczoną tradycją i brzydkim, nieuprzejmym dziś charakterem, zasługuje na szacunek. Niewiele autentycznych śladów przeszłości tu zostało, tym bardziej warto ich poszukać i podzielić się z innymi.

## Lista utworów
| 1. | „Nie masz cwaniaka nad warszawiaka” (muz.i sł. Albert Harris)                                        | 3:16  |
|    | |       |
| 2. | „Tango apaszowskie” (muz. i sł. tradycyjne)                                                          | 4:56  |
|    | |       |
| 3. | „Augusta” (muz. Łukasz Garlicki, Jacek Jędrasik, Szymon Orfin, sł. tradycyjne)                       | 3:34  |
|    | |       |
| 4. | „Stachu” (muz. i sł. tradycyjne)                                                                     | 4:25  |
|    | |       |
| 5. | „Felek Zdankiewicz” (muz. Łukasz Garlicki, Jacek Jędrasik, Marek Kępa, Szymon Orfin, sł. tradycyjne) | 3:28  |
|    | |       |
| 6. | „Jadziem Panie Zielonka” (muz. Bolesław Mucman, Józef Lipski, sł. Władysław Szlengel)                | 3:22  |
|    | |       |
| 7. | „Ząbkowski” (muz. Łukasz Garlicki, Jacek Jędrasik, Marek Kępa, Szymon Orfin, sł. Jacek Jędrasik)     | 4:56  |
|    | |       |
| 8. | „Cyk Walenty” (muz. i sł. tradycyjne)                                                                | 4:35  |
|    | |       |
| 9. | „Do stolicy” (muz. Łukasz Garlicki, Jacek Jędrasik, Szymon Orfin, sł. Jacek Jędrasik)                | 3:42  |
|    | |       |
|    | | 36:14 |
|    | |       |
O warstwie muzycznej Projektu Warszawiak:

Legendarne uliczne melodie i teksty stały się punktem wyjścia do stworzenia utworów, których brzmienie określają sample, efekty, elektroniczny bit oraz żywe instrumenty. Większość utworów to nowe aranżacje starych miejskich przebojów śpiewanych kiedyś przez warszawskich muzyków ulicznych i nie tylko. Tym razem miejskie melodie przybrały nowocześniejszy i bardziej odważny kształt brzmieniowy.

Wideoklip „Nie masz cwaniaka nad warszawiaka” zrealizowany przez Krzysztofa Skoniecznego i Marcina Starzeckiego zdobył Grand Prix festiwalu Yach Film 2011.